# Lonchurus lanceolatus
Lonchurus lanceolatus är en fiskart som först beskrevs av Bloch, 1788.  Lonchurus lanceolatus ingår i släktet Lonchurus och familjen havsgösfiskar. Inga underarter finns listade i Catalogue of Life.